# Janusz Pelc
Janusz Pelc (* 1969) je polský programátor.
Během posledního ročníku střední školy naprogramoval hru Robbo pro osmibitové počítače Atari, kterou v roce 1989 vydala firma LK Avalon. V následujícím roce vydal pod stejnou firmou hru Misja a vytvořil grafiku pro hry Fred a Lasermania. V časopisu Tajemnice Atari publikoval zdrojový text hry Heartlight, odvozené od hry Boulder Dash. Následně z Avalonu odešel a s Maciejem Miąsikem vytvořil hru Electro Body pro DOS, kterou v roce 1992 vydal xLand. xLand vydal rovněž konverze předchozích Pelcových her nazvané Robbo Adventures a Heartlight PC. V USA tyto tři hry vydala firma Epic MegaGames. V roce 1993 vyvíjel pro xLand automobilové závody pro počítače PC, které měly mít srovnatelnou grafiku s hrami pro konzole SNES, na kterých práci s bitmapami zajišťovaly speciální grafické čipy. Práce na ambiciózním projektu se však protahovaly a Pelc nakonec z xLandu odešel. Pod firmou Chaos Works vytvořil isometrickou střílečku Fire Fight pro Windows 95, kterou v USA vydala společnost Electronic Arts. Stejný herní engine byl použit i v automobilových závodech Excessive Speed.
Poté počítačové hry opustil a začal pracovat jako hlavní systémový architekt internetového portálu onet.pl. V současné době je jedním ze tří jednatelů společnosti DreamLab, která patří do skupiny Onet a zabývá se vývojem softwaru pro tuto skupinu.